# Lenartov (meteoryt)
Lenartov – (inne nazwy: Lenarto, Lenarco, Lenartow) meteoryt żelazny należący do oktaedrytów średnioziarnisty, klasyfikowany też jako III AB. Znaleziony pod koniec października 1814 roku przez pasterza w okolicach miejscowości Lenartov na Słowacji, w miejscu zwanym Malezover. Miejscowość leży na zachód od Bardejowa, tuż przy obecnej polskiej granicy w rejonie Muszyny.

## Badania meteorytu
Meteoryt Lenartov stał się szybko obiektem badań rozwijającej się od niedawna nowej dziedziny nauki meteorytyki. Po raz pierwszy wspomina o nim dr Tehel, kustosz Muzeum Przyrodniczego w Budapeszcie, w 1815 roku. W 1863 Reichenbach wykazał w nim istnienie płytek troilitu. Meteoryt Lenartov badano też później pod kątem występowania w nim tlenu, wodoru i azotu. Badaniami objęli go też: Schreibers w 1820, Partsch w 1843, Boussignault w 1872, Paneth w 1960 i Smith w 1962. W meteorycie widać wyraźne struktury figur Widmanstättena (szerokość pasków kamacytu 1,15 mm). Występuje też schreibersyt w postaci długich, 3 mm kryształów.
Największy fragment meteorytu, o wadze 73,6 kg, znajduje się obecnie w zbiorach Węgierskiego Muzeum Narodowego (Magyar Nemzeti Múzeum) w Budapeszcie.

## Skład chemiczny
- żelazo Fe – 91,93%
- nikiel Ni – 8,78%
- kobalt Co – 0,53%
- fosfor P – 0,30%
- śladowe ilości: germanu Ge, galu Ga, irydu Ir.